# Mihanović-Blätter
Die Mihanović-Blätter sind zwei Pergamentblätter in altkirchenslawischer Sprache in glagolitischer Schrift. Sie wurden Ende des 11. oder Anfang des 12. Jahrhunderts wahrscheinlich in Zahumlje (Zeta) im heutigen Bosnien angefertigt. Sie sind Teile eines orthodoxen Apostolars für die liturgische Lesung an Sonn- und Feiertagen.
Die Sprache enthält serbokroatische Elemente (p statt f, z. B. Stepan statt Stefan).
Die Blätter wurden im 19. Jahrhundert durch den kroatischen Diplomaten Antun Mihanović gefunden. Sie befinden sich heute in der Kroatischen Akademie der Wissenschaften und Künste in Zagreb, Signatur Fragm. Glag. 1.